# Česká humanistická historiografie

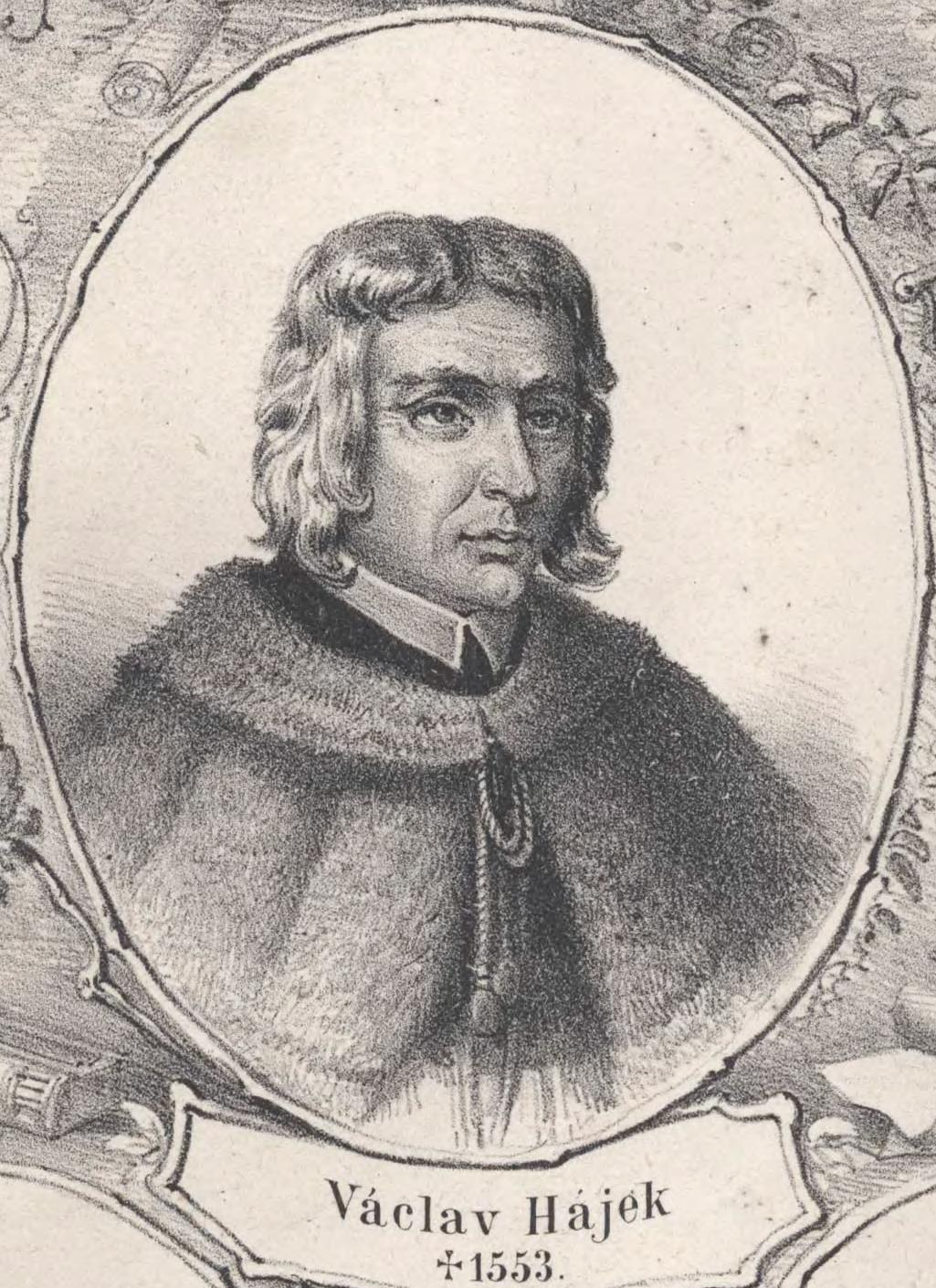
Václav Hájek z Libočan

Česká humanistická historiografie se vyvíjela v 16. století. Humanistická historiografie se vyvinula na území Itálie a vyznačovala se větší kritičností a promyšlenější metodologií než dějepisectví středověké. Záhy po vstupu humanistického dějepisectví na českou půdu vzniklo několik kronik, z nichž největšího vlivu dosáhla Hájkova Kronika česká, jež ovšem obsahovala kromě faktů také mnohé Hájkovy výmysly. Další významná díla vznikala v prostředí Jednoty bratrské, jejíž dějiny tato díla právě popisovala. Na tomto poli vynikl zejména Jan Blahoslav. Kromě toho vznikalo také množství děl v prostředí šlechty (Václav Březan, Bartoloměj Paprocký z Hlahol), měst (městské kroniky) a na pražské univerzitě.

## Humanistická historiografie

### Kontext a počátky české humanistické historiografie
Humanistické historiografie se začala rozvíjet na území Itálie v 2. polovině 14. století. Odtud se pak šířila do zbytku Evropy. Pro metodologii byla významná zejména díla italského právníka Lorenza Valla (1406–1457) a francouzského právníka a filosofa Jeana Bodina (1529–1596). Do střední Evropy dorazila humanistická historiografie s určitým zpožděním, kde narážela na problémy způsobované reformací a kde se jí elity chopily, aby ji využívaly či zneužívaly v náboženských konfliktech. Tento postup se ovšem dostával do rozporu s původním humanistickým požadavkem nestrannosti. Historiografie se krom náboženských hledisek začala diferencovat také podle jazyka; dějepisná díla se již nepsala pouze v latině, nýbrž také stále častěji v národních jazycích.
Humanistická historiografie začala se svým kritičtějším přístupem k historické skutečnosti do českých zemí pronikat v době jagellonské – do utrakvistického prostředí, v němž stavy soupeřily mezi sebou a společně s panovníkem a do něhož začalo z německých zemí pronikat luteránství. Právě spory mezi utrakvisty a luterány popisuje ve svém díle Kronika o bouři pražské roku 1524 luterán Bartoš písař (1470–1535).

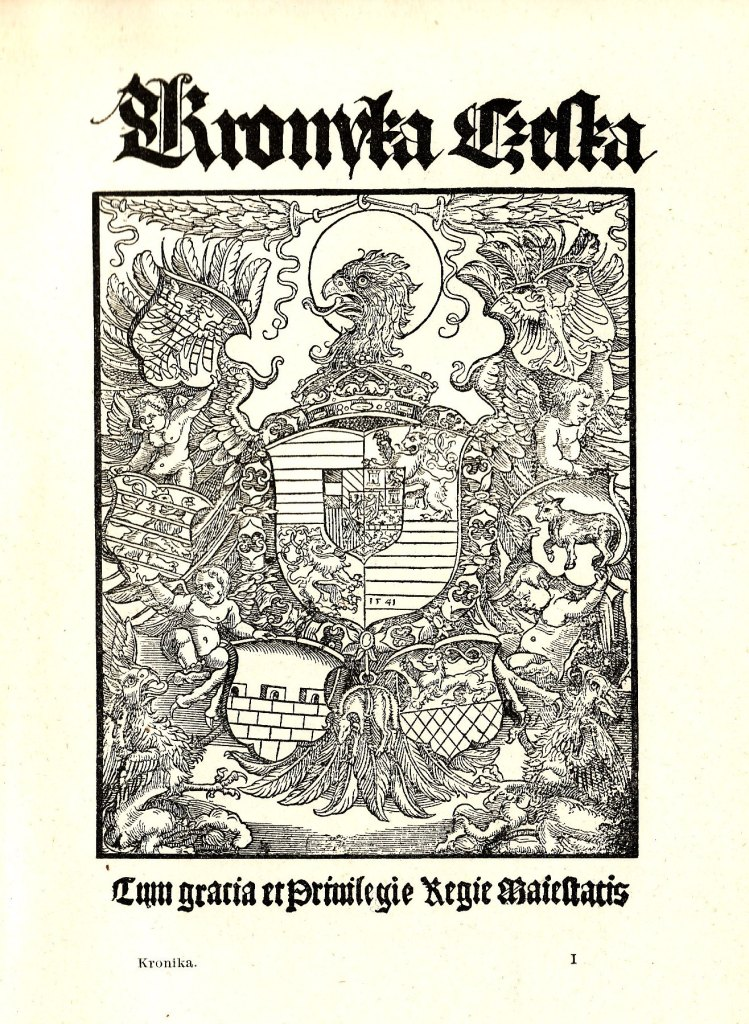
První vydání Hájkovy Kroniky české (1541)

### České humanistické kroniky
Skutečný rozmach české humanistické historiografie přišel až s rozšířením knihtisku. Během krátké doby tak mohly vzniknout hned tři významné kroniky, z nichž každá byla sepsána z jiné pozice a s odlišnými cíli. Bohuslav Bílejovský (asi 1480–1555) se snažil ve své České kronice (1537) podat důkaz o souvislosti husitství s cyrilometodějstvím a pravoslavím. Husitství pak podle něj představuje nejstarší, a tedy nejoprávněnější církev v Čechách. Faktograficky se jedná o bezvýznamné dílo, ovlivnilo však Komenského a v 19. století pak slavjanofily.
Martin Kuthen ze Šprinsberku († 1564) ve své Kronice o založení země české a prvních obyvatelích jejích (1539) sice také píše z pozice utrakvisty, ve snaze neznepřátelit si své katolické přátele však tehdy ožehavá témata stručně přebíhá. Jedná se ovšem o první kroniku, v níž se objevuje tvrzení, že Slované nebyli prvními obyvateli českých zemí. Ještě zásadnější byly před vydáním díla obavy a očekávání, co kronika bude obsahovat. Nakonec přinesla zklamání, avšak ony dřívější obavy podnítily vznik nejvýznamnější kroniky tohoto období.
Jednalo se o Kroniku českou (1541) Václava Hájka z Libočan († 1553), kanovníka u svatovítské katedrály. Kniha se z velké části zakládá na jiných kronikách, zápisech, pověstech, ústních zprávách i výpisech z desk zemských, to vše však Hájek často doplnil vlastní fabulací. Záhy po vydání Hájkovo dílo získalo značný ohlas, bylo přeloženo do němčiny, stalo se základem Dubraviova latinského zpracování českých dějin a Veleslavinova Historického kalendáře, velkou roli hrála po bělohorské porážce, kdy rezonovala s vlasteneckým cítěním českých čtenářů. Motivy Hájkovy kroniky pak ještě dlouhou dobu hojně pronikaly do děl pozdějších autorů.
Poslední významnou kroniku Historia regni Bohemiae (1552) sepsal olomoucký biskup Jan Skála z Doubravky (zvaný Dubravius, 1486–1553), jenž vyšel z Hájkovy kroniky (místy se dokonce jedná o její překlad) a dovedl ji do současnosti.

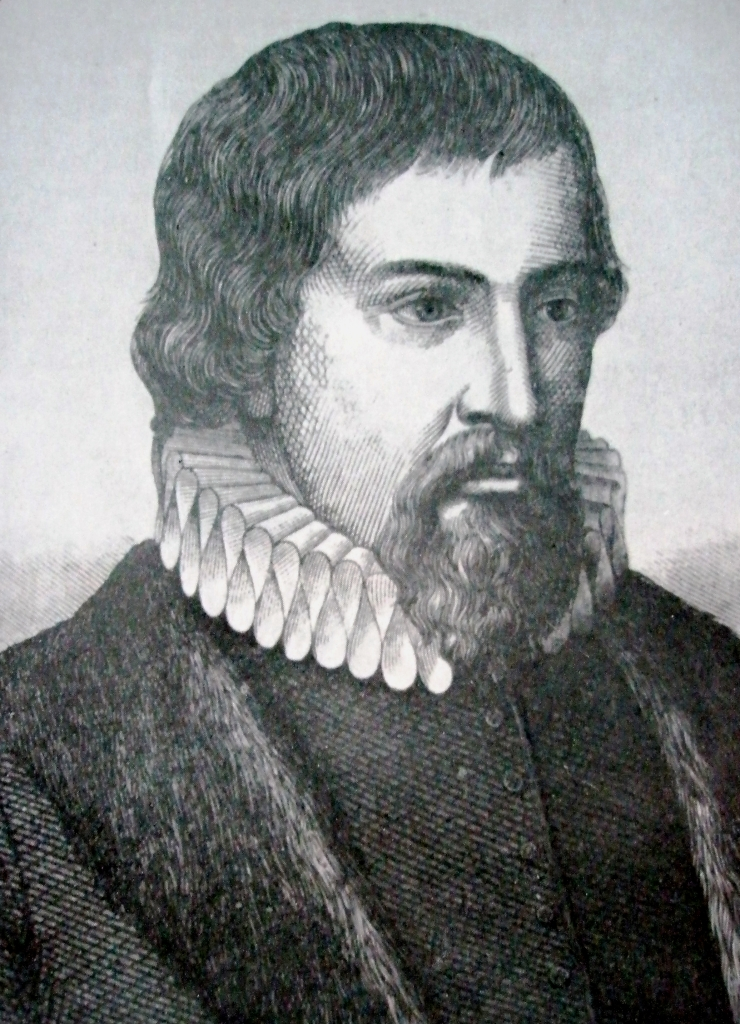
Jan Blahoslav

### Tematická a menší díla
Kromě rozsáhlých kronik vycházela také díla užšího zaměření. O stavovském odboji roku 1547 pojednával Sixtus z Ottersdorfu (1500–1583). Zvláštní oblastí představovaly dějiny Jednoty bratrské. Bohatý materiál sesbíral Jan Černý-Nigranus (1510–1565), který byl posléze uspořádán do souboru Acta Unitatis Fratrum. Jan Blahoslav (1523–1571) v apologetickém díle O původu Jednoty a řádu v ní nashromážděný materiál obohatil o ústní informace žijících pamětníků. Vývoj Jednoty konečně popisuje také anonymní Historia Fratrum bohemicorum.
Vedle toho vznikaly tzv. historické kalendáře, tedy kalendáře, kde byly u každého dne zapsány významné historické události. Zde se velmi přičinil nakladatel Daniel Adam z Veleslavína, jenž vydal rovněž v jednom svazku (Kroniky dvě o založení země české, 1585) kroniku Eneáše Silvia Piccolominiho a Martina Kuthena a tento svazek doplnil předmluvou, který se stala jakýmsi prvním přehledem dosavadní české historiografie.
Se vzestupem stavů souvisel také rozvoj stavovských kronik. Oslavné genealogie a historii šlechtických rodů zpracovali Václav Březan, Bartoloměj Paprocký z Hlahol (původem z Polska) či Mikuláš Dačický z Heslova. Z městského prostředí vzešlo množství kronik psaných latinsky, německy i česky. Vedle toho se opět objevily osobní paměti, významné jsou zejména vzpomínky na bělohorské dění Karla staršího ze Žerotína. Historiografie rozvíjela rovněž na pražské univerzitě: Marek Bydžovský z Florentina nasbíral materiál k českým dějinám a doplnil jej vlastními paměťmi, Jan Kocín z Kocinétu se pokusil vypracovat teorii dějin a snažil se přisuzovat pramenům různou váhu dle jejich hodnověrnosti.

#### Prameny
- Pius II; Martin Kuthen ze Šprinsberka. Kronyky Dwě, O založenij Země Cžeské, a prwnijch Obywatelijch gegich, též o Knijžatech a Králijch Cžeských, y gegich činech. Gedna Eneasse Sylwia Senenského, w Latinském yazyku od něho sepsaná, a před lety LXXV. w Cžeský yazyk přeložená, a w Praze wytisstěná. Druhá Martina Kuthena z Ssprynsperku, též w praze wydaná před Lety XLVI Nynij pak obědwě k dobrému a vžitečnému wssech Cžechůw znowu sprawené, obnowené, a w gednu Knihu vwedené. Praha: Daniel Adam z Veleslavína, 1585. Dostupné online. S. [72], 360, [40].[nedostupný zdroj]
- DUBRAVIUS, Jan. Historiae Regni Boiemiae, de rebvs memoria dignis, in illa gestis, ab initio Boiemorum, qui ex Illyria venientes, eandem Boiemiam, in medio propemodum superioris Germaniae sitam, occupauerunt. Libri XXXIII, ex fide tandem narrationeque historica scripti, absolutique, & in lucem iamprimum aediti, sat videlicet citô, si sat bene.. Prostějov: Jan Günther, 1552. [3], CCVIII l. s. Dostupné online. (lat)[nedostupný zdroj]

#### Sekundární literatura
- BENEŠ, Zdeněk. Historický text a historická skutečnost : studie o principech českého humanistického dějepissectví. Praha: Karolinum, 1993.
- BENEŠ, Zdeněk. Humanistické konstanty českého dějepisectví 16. a 17. století. Historický obzor, 1997, 8 (7/8), s. 174–176.
- KUTNAR, František; MAREK, Jaroslav. Přehledné dějiny českého a slovenského dějepisectví: Od počátku národní kultury až do sklonku třicátých let 20. století. 2. vyd. Praha: Nakladatelství Lidové noviny, 1997. ISBN 80-7106-252-9.